# Амбандза
Амбандза (малаг. Ambanja) — город на Мадагаскаре.

## География
Расположен на севере страны, примерно в 500 км к северу от столицы, города Антананариву.

## Население
Находится на территории одноимённого округа в районе Диана в провинции Анциранана. Население по данным на начало 2012 года составляет 34 144 человека; данные на 2001 год говорят о населении 28 468 человек.

## Экономика
В городе имеется аэропорт для внутренних рейсов, суд и больница. Доходы почти 60 % населения зависят от сельского хозяйства, основные культуры — какао бобы, кофе, рис и ваниль. 26 % населения заняты в промышленности, 10 % — в рыболовстве, 2 % — в отраслях обслуживания.